# Natasha Bedingfield
Natasha Anne Bedingfield (Sussex (Anglaterra), 26 de novembre de 1981), coneguda per Natasha Bedingfield, és una cantant pop i autora britànica.
Natasha Bedingfield va publicar el seu primer àlbum, Unwritten, el 2004, amb influències de la música R&B, i va obtenir un gran èxit a escala mundial. Va ser nominada al Premi Grammy a la millor interpretació vocal femenina per la cançó Unwritten.